# ARLEM
ARLEM (Assembleia Regional e Local Euro-Mediterrânica) é uma assembleia paritária permanente, reunindo autoridades locais e regionais de três margens do Mediterrâneo. Esta assembleia é projectada para fornecer um quadro institucional para reunir membros e representantes de associações Europeias envolvidas na cooperação Euro-Mediterrânica com os seus homólogos dos parceiros Mediterrânicos, em permanente articulação do corpo.
Na sessão inaugural, realizada em Janeiro de 2010, prefeitos das principais cidades e representantes de regiões da União Europeia e dos países parceiros Mediterrânicos sublinharam a necessidade de ir além das tradicionais relações diplomáticas, através do lançamento de programas concretos de cooperação em assuntos tais como a despoluição do Mediterrâneo; vias marítimas e terrestres; protecção civil; energias alternativas; ensino superior e de pesquisa, universidade Euro-Mediterrânica; a iniciativa de desenvolvimento de negócios no Mediterrâneo.